# Didenko
Didenko, chiamato anche Dindenko o Dindanko, è un comune rurale del Mali facente parte del circondario di Kita, nella regione di Kayes.
Il comune è composto da 7 nuclei abitati:
- Blissibougou
- Didenko
- Faréna
- Garangou
- Guetala
- Saganfing
- Seroume